# Nice Jazz Festival

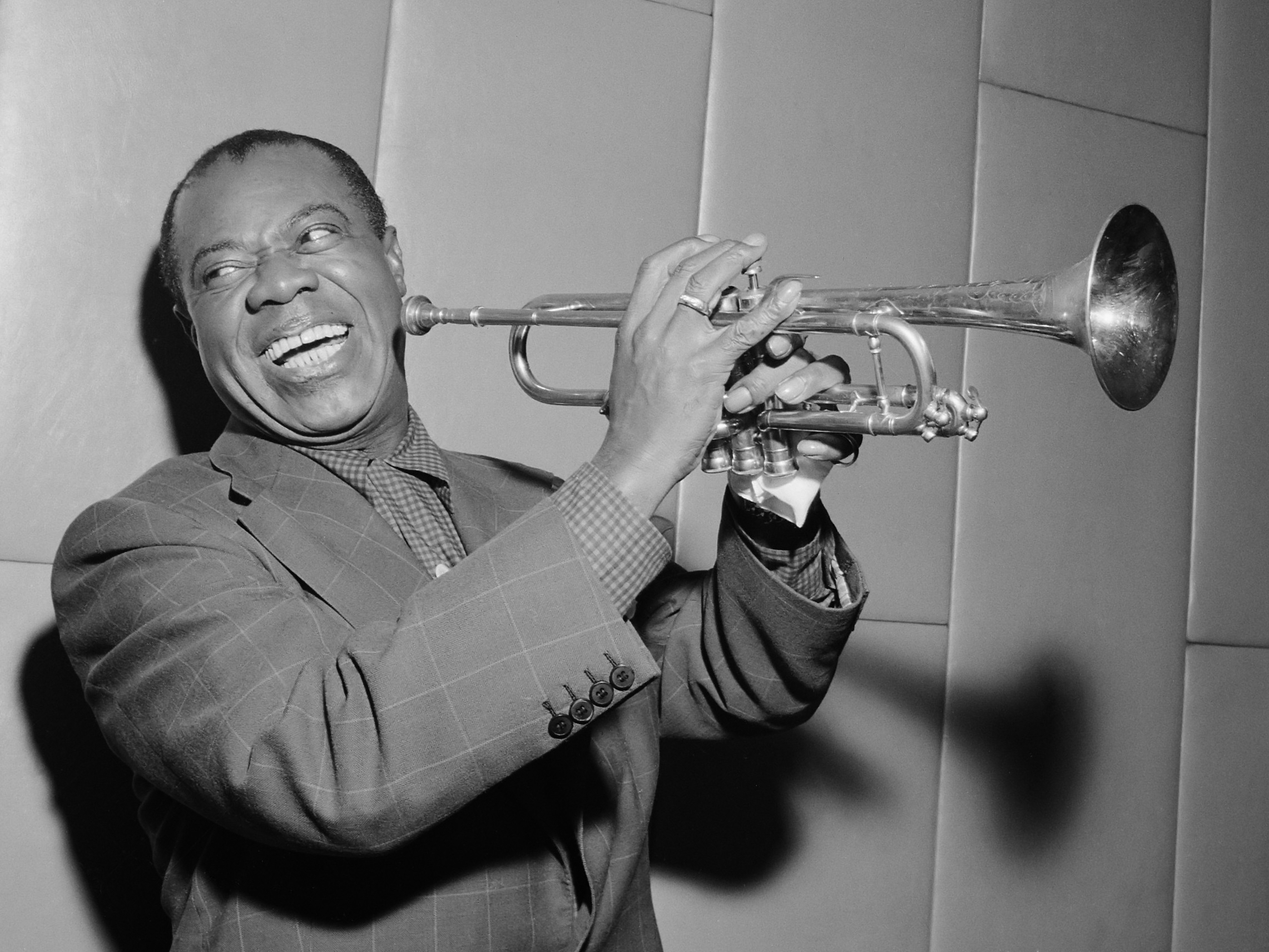
Louis Armstrong, headliner alla prima edizione del 1948

Il Nice Jazz Festival, che si svolge annualmente dal 1948 a Nizza, sulla Costa Azzurra, è  considerato tra i primi  Festival del Jazz di rinomanza internazionale.
Frommer's lo ha definito "il più prestigioso jazz festival d'Europa".
L'edizione 2020, prevista dal 17 al 21 giugno, è stata annullata il 25 aprile dalle autorità locali, a causa della Pandemia di COVID-19 del 2019-2021

## Storia

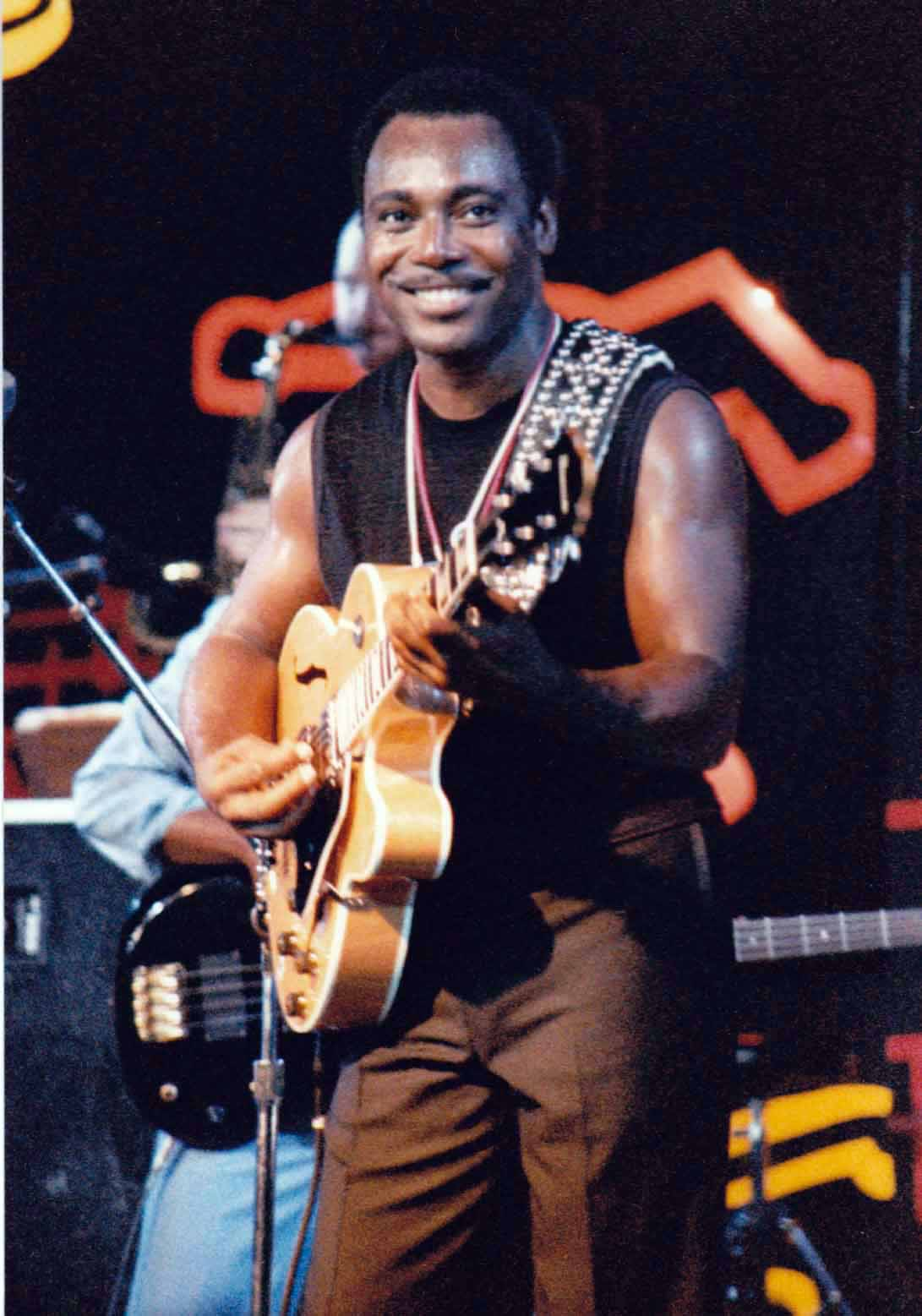
George Benson, tra gli artisti di punta del Nice Jazz Festival

La prima edizione venne organizzata da Jacques Hebey, sotto la direzione artistica di Hugues Panassié, nel febbraio 1948. Al festival inaugurale, Louis Armstrong e i suoi All Stars hanno fatto da headliner.
Ambientato nei vasti Giardini di Cimiez (che contengono un anfiteatro romano), l'evento prevedeva diversi palchi separati in cui i gruppi si esibivano simultaneamente ogni sera, per otto giorni a luglio.
Nel 2011, dopo anni di calo delle presenze, il festival è stato spostato da Cimiez al Jardin Albert 1-er, nella più centrale Place Masséna.
L'edizione del 2016, il cui inizio era previsto per il 16 luglio, è stato annullata a seguito dell'attentato terroristico del 14 luglio.

## Artisti partecipanti
Nel corso degli anni sono saliti sul palcoscenico del festival, tra i tanti, Louis Armstrong,  Dizzy Gillespie, Stéphane Grappelli, Lionel Hampton, Ray Charles, Ella Fitzgerald, Earl Hines, Django Reinhardt, Miles Davis, George Benson, Oscar Peterson, Shirley Bunnie Foy, Herbie Hancock, Cannonball Adderley, Esperanza Spalding, Charles Mingus, Max Roach Trio, Nice Jazz Orchestra feat. Janysett McPherson (...)